# Methämalbumin
Methämalbumin ist ein Albumin-Komplex, der aus Albumin und Hämatin (oxidiertem Häm) besteht.
Der Komplex gibt dem Blutplasma die braune Farbe und kommt bei hämolytischen und hämorrhagischen Störungen vor.
Das Vorkommen im Plasma wird dazu verwendet, um zwischen hämorrhagischer und ödematöser Pankreatitis zu unterscheiden.
Der Schumm-Test wird dazu verwendet, um eine intravaskuläre Hämolyse von der extravaskulären zu unterscheiden, wie etwa die Hämolytische Anämie. Ein positiver Befund ist Indikator für eine intravaskuläre Hämolyse.